# Verified Gross Mass
La Verified Gross Mass (in sigla VGM), è la massa lorda verificata di un container e corrisponde al peso netto della merce, del suo imballo ed eventuale rizzaggio, sommato alla tara del container.
Dal 1º luglio 2016 è in vigore un emendamento SOLAS che rende obbligatoria la verifica del peso della massa lorda (appunto la VGM) come requisito per l'accettazione del container all'imbarco. Il fine è un corretto stivaggio e accatastamento per evitare il collasso di pile di container o cadute in mare ovvero prevenire incidenti conseguenti ad un'errata distribuzione dei pesi a bordo.

## Introduzione e principi generali
A seguito di numerosi incidenti che hanno coinvolto navi adibite al trasporto di contenitori a causa della mancanza di un dato certo relativo al peso degli stessi, il Comitato Sicurezza Marittima  (MSC), riunito nella sessione nº 94 dell'Organizzazione Marittima Internazionale (IMO) ha adottato la Risoluzione MSC. 380 (94) del 21/11/2014, che ha apportato nuovi emendamenti alla Convenzione internazionale per la salvaguardia della vita umana in mare (SOLAS 74), sul tema della determinazione della “massa lorda verificata del contenitore”.
Dal 1º luglio 2016 entrano in vigore gli emendamenti alla Convenzione internazionale che prevedono, tra l'altro, la pesatura obbligatoria dei container, attraverso l'acquisizione della “massa lorda del container verificata” - VGM (Regola VI/2 - Verified Gross Mass), prima dell'imbarco su navi impiegate in viaggi internazionali.
I principali elementi di novità introdotti dalla citata norma riguardano le informazioni sul carico e, in particolare, la cd. “verified gross mass packed container (VGM)” che lo shipper deve fornire prima dell'imbarco di ogni singolo container destinato a bordo delle navi. In particolare, la VGM deve essere verificata mediante pesatura del container, attraverso attrezzature calibrate ed omologate, ovvero dei singoli packages e cargo items, compresi eventuali pallets, attraverso un metodo certificato ed approvato dalla competente authority del Paese dove è stato completato l'imballaggio del contenitore.
La VGM sarà poi riportata nel cd. shipping document (originato dallo shipper) che dovrà pervenire al comandante della nave ed al responsabile del terminal, con sufficiente anticipo, allo scopo di consentire la predisposizione dello stowage plan, pena l'eventuale respingimento e, comunque, l'impossibilità di procedere all'imbarco.

## Metodi per ottenere la VGM
L'emendamento SOLAS prescrive due metodi con il quale lo Shipper (il Caricatore) ha la possibilità di ottenere la VGM del container:
1.	Pesatura del container dopo il carico.
Il caricatore pesa o fa pesare da terzi il container con strumenti regolamentari dopo averlo sigillato e fornisce alla Compagnia di navigazione la prova di tale pesata.
2.	Pesatura del carico/calcolo.
Il caricatore dovrà far pervenire alla compagnia una dichiarazione formale con la quale attesta il peso totale della spedizione pesando la merce (completa di imballi, pallet e materiale di rizzaggio) e sommando la tara dell'equipment, con attrezzature certificate e calibrate.

## Ambito di applicazione
Il Decreto Dirigenziale n. 447/2016 si applica ai contenitori trasportati su unità “impiegate in viaggi internazionali, ad eccezione dei contenitori imbarcati su navi di tipo Ro/Ro, impiegate in brevi viaggi internazionali, e nel solo caso in cui gli stessi siano trasportati su rotabili”. Il D.D. non si applica a:
a. navi Ro/Ro, siano esse da carico che passeggeri, impiegate in brevi viaggi internazionali, qualora i contenitori siano imbarcati su rotabili;
b. navi impiegate in viaggi nazionali.

## Disposizioni transitorie
Secondo il Decreto Dirigenziale del Comando Generale delle Capitanerie di Porto del 05/05/2016, per un periodo transitorio fino al 30/06/2017 sarà consentito un margine di tolleranza pari al 3% e sarà consentito l'utilizzo di strumenti di pesatura diversi da quelli regolamentati, purché l'errore massimo consentito per tali strumenti non superi di due volte e mezzo quello presunto per la stessa tipologia di strumenti approvati con analoghe caratteristiche metrologiche e, comunque, non sia superiore a ±500 kg.

## Confusione shipper/spedizioniere
Il decreto dirigenziale nº 447/16 del 05/05/2016, con le linee guida applicative per la determinazione della massa lorda verificata del container, individuava nella figura dello spedizioniere il c.d. shipper indicato dall'IMO cui spetta la produzione dello shipping document che indica la massa lorda verificata del contenitore. Dopo i rilievi delle associazioni di categoria, prima tra tutte Fedespedi, il Ministero delle Infrastrutture e dei Trasporti ha provveduto ad emanare una Circolare per chiarire quelle questioni rimaste aperte con il Decreto Dirigenziale 447/2016.

## Precisazioni
Non è una novità la dichiarazione di massa lorda in quanto c'è sempre stato un requisito SOLAS per dichiararla. Il nuovo requisito aggiunge un ulteriore livello che richiede la verifica della massa lorda.
La VGM non ha lo stesso significato e non corrisponde al peso dichiarato in Polizza di carico. Pertanto essa non verrà riportata in polizza e non sarà comunicata ad alcuna autorità.